# Henrik af Huntingdon
Henrik af Huntingdon (latin: Henricus Huntindoniensis; ca. 1088 – ca. 1157) var en engelsk historiker i middelalderen og forfatter til Historia Anglorum (middelalderlatin for "Englændernes Historie"), der er blevet betegnet som "den vigtigste angelnormanniske historiker der kommer fra sekulær gejstlighed". Han tjente som ærkediakon af Huntingdon, og var søn af en kannik i Lincoln bispedømme. De få detaljer der findes om Henriks liv kendes fra hans egne værker, og fra et antal officielle optegnelser. Han blev opfostret i den rige Robert Bloet af Lincolns hof, og han blev Henriks mæcen.
På anmodning af Bloets efterfølger, Alexander af Lincoln begyndte Henrik at skrive Historia Anglorum, som blev udgivet omkring 1129, der beretter om Englands historie fra oprindelsen til år 1154.
Kilderne til værket består af
- Beda, Historia Ecclesiastica, op til år 731.[2]
- Historia Brittonum (Vatikanets udgave).[2]
- Paulus Diaconus' Historia Romana, for romerske kejsere samt Eutropius og Aurelius Victor[2]
- Hieronymus og Pave Gregor 1.'s værker hvor Henrik havde et forbigående kendskab til
- Helgenernes Liv (særligt bog 9).[2]
- Versioner af Angelsaksiske Krønike som version C og E. Dette inkluderer digtet Brunanburh, som han oversatte til latin
- En nu tabt version af Angelsaksiske Krønike, som han delte med John af Worcester.[2] Denne version indeholdt et stort antal deltajerede og værdigfulde beskrivelse af slag med saksernes invasion af Storbritannien, som kun er bevaret i Henriks Historia
- Peter Tudebodes Historia de Hierosolymitano itinere.[3]
- Oldengelske digte, som han oversatte til latin. Dette inkluderer muligvis legenden om Knud den Stor og tidevandet, samt materiale om Siward, jarl af Northumbria.[2]
- Oldfranske sange for normannisk historie[2]